# Таика
Таика (大化) је име прве званичне ере (ненго) по систему старог јапанског рачунања времена. Припада периоду Асука и донета је под владавином цара Котокуа. Таика ера је трајала од августа 645. до фебруара 650. године а наследила ју је Хакучи ера (650—654).

## Историја
Прва година Таике била је 645., односно "Таика 1" (大化元年). Име новог раздобља креирано је да би се означило почетак владавине цара Котокуа а када се оно завршило, почело је ново у четвртој години након почетка владавине царице Когјоку.
Ова ера се у Јапану сматра првом „ненго“ ером, чији корени вуку из кинеског система ера „нианхао“ али неки учењачи сумњају у легитимност „Таика“ и „Хакучи“ ере сматрајући да је су та имена можда касније додељена у записима „Нихон шоки“ а не оригинално названа од стране цара Котокуа.

## Важнији догађаји Таика ере
- 645. (Таика 1): Царица Когјоку абдицира у корист њеног брата.[4]
- 645. (Таика 1): Котоку уводи Таика реформу (大化の改新 "Taika no kaishin") и званично дели Јапан на осам провинција стварајући нову хијерархију у власти.[5]
- 645. (Таика 1): Котоку напушта град Асука и сели престоницу за Наниву (део данашње Осаке) где гради палату „Тојосаки-но-Мија“ која постаје нови центар моћи.[6]
- 646. (Таика 2, први дан, првог месеца): Котоку доноси систем новог календара али и разне законе које имају утицаја на целу земљу. Ствара судство, поставља чуваре на главним путевима, ствара први систем поштанских услуга, именује гувернере за сваку покрајину, пописује куће и ствара систем наплаћивања пореза. Доноси правило да на свако хиљадито домаћинство из округа буде послата једна девојка која ће служити у палати али и да сваке године по један званичник из палате оде у провинције и извести о раду гувернера у удаљеним местима. Цар је иницирао и изградњу магацина хране и оружја у случају изненадног рата.[5]
- 649. (Таика 5, седми дан трећег месеца): Умире министар (садаиџин) Абе но Кураши Маро.[7]
- 649. (Таика 5, трећи месец): Сого но Кијоуга, млађи брат министра (удаиџина) Сога Јамада Ишикава Мароа известио је цара да је његов брат умешан у заверу против власти. На основу те информације Котоку шаље војску да казни преступника али Јамада то сазнаје унапред и одлучује да се убије. Након што се касније испоставило да је Јамада био невин, брат Којоуга бива кажњен прогоном у место Токачи (на Хокаиду) који је у то време био ненасељена дивљина.[8]
- 649. (Таика 5, двадесети дан четвртог месеца): Косе но Токо но О оми (593—658) бива именован министриом „саидаџином“ након што је његов претходник умро.[7]
- 649. (Таика 5, четврти месец): Отомо Нагатоко но Мураџи је именован „удаиџином“.[7]
- 649. (Таика 5): Цар одлучује да успостави нови систем владавине назван „хашо хјакан“ који се састоји од 8 министарства и 100 бироа.[9]
- 650. (Таика 6): Почиње Хакучи ера (Таика 6 се обележава и са Хакучи 1). Након што је даимјо провинције Нагато донео на поклон белог фазана који се сматрао добрим знаком, цар Котоку, одушевљен овим раритетом мења име ере у Хакучи (у преводу „бели фазан“).[10]